# Nicolas Meeùs
Nicolas Meeùs (Bruxelles, 26 aprile 1986) è un rugbista a 15 belga, tre quarti ala e occasionalmente estremo del Kituro di Schaerbeek e internazionale per il Belgio.

## Biografia
Nativo di Bruxelles, Meeùs entrò a 15 anni, nel 2005, nelle giovanili del Kituro, club del sobborgo di Schaerbeek, ed esordì in prima squadra nel 2008.
Con il Kituro vinse due campionati belgi, nel 2009 e nel 2011.
Disputò il suo primo incontro per il Belgio ad aprile 2009 contro la Francia Militare, e il suo primo test match fu sei mesi più tardi a Kiev contro l'Ucraina nel corso del campionato europeo; fino al 2017 prese parte a cinque edizioni consecutive della massima competizione continentale.
Il 15 marzo 2017 annunciò, contestualmente al suo matrimonio, anche il suo ritiro internazionale dopo Belgio - Romania del Sei Nazioni B 2017.
Avendo lo status di giocatore dilettante, esercita la professione di avvocato.